# Bernardo Baptista da Fonseca e Sousa de Sá Morais Pereira do Lago
Bernardo Baptista da Fonseca e Sousa de Sá Morais Pereira do Lago (Bragança, 4 de Junho de 1784 — Bragança, 7 de Junho de 1858), 1.º barão de Santa Bárbara, foi um político e militar do Exército Português que se distinguiu durante as Guerras Liberais.

## Biografia
Bernardo da Fonseca pertencia a uma família ilustre da aristocracia da cidade de Bragança.
Destinado a seguir a vida militar, a 27 de Agosto de 1808 alistou-se como voluntário no Regimento de Infantaria n.º 15, sendo sucessivamente promovido a tenente (1810) e a capitão (1811) daquele Regimento. 
Em 1817 foi transferido para o Regimento de Cavalaria n.º 10, sendo promovido a major graduado daquela arma em 1819. Em 1820 foi promovido a major efectivo e em 1821 a tenente-coronel.
Participou nas quatro campanhas da Guerra Peninsular, onde foi ferido e se distinguiu em acção. Embora reconhecidamente de tendência liberal, foi desligado do serviço após a Abrilada, mantendo-se afastado da vida militar activa até 1826, ano em que reingressou no Regimento de Cavalaria 10, no qual foi promovido a coronel em 1827, quando estava estacionado em Santarém. 
Aderiu à Revolta Liberal de 1828 e em consequência foi obrigado a refugiar-se na Galiza, de onde partiu para Inglaterra e se integrou no corpo dos emigrados liberais acantonados em Plymouth. 
Integrou as forças que partiram de Belle Isle para a ilha Terceira, onde se juntou aos liberais que ali estavam refugiados. Durante a sua permanência na Terceira, foi nomeado comandante do 7.º distrito militar da ilha, com sede em Santa Bárbara.
Tomou parte na Batalha da Praia e integrou o Exército Libertador que protagonizou o Desembarque do Mindelo e durante o Cerco do Porto tomou parte relevante na batalha de Ponte Ferreira.
Permaneceu no Exército Português até ser reformado em Setembro de 1833 com o posto de brigadeiro. 
Em reconhecimento dos seus serviços à causa liberal, por decreto da rainha D. Maria II de Portugal, datado de 20 de Outubro de 1840, recebeu o título de barão de Santa Bárbara, em lembrança da freguesia onde teve sede o seu comando na ilha Terceira.
Foi agraciado com o grau de comendador da Ordem de Avis e tinha a Medalha das Quatro Campanhas da Guerra Peninsular.
O seu filho António Manuel da Fonseca e Sousa Sá Morais Pereira do Lago, também militar, usou o título de 2.º barão de Santa Bárbara.